# Łęczyca
Łęczyca (Duits: Lentschütz of Lenczyca) is een stad in het Poolse woiwodschap Łódź, gelegen in de powiat Łęczycki. De oppervlakte bedraagt 8,95 km², het inwonertal 15.593 (2005).

## Geschiedenis
Tot in de 18e eeuw was Łęczyca het bestuurlijke centrum van woiwodschap Łęczyca.

## Verkeer en vervoer
- Station Łęczyca

## Stedenband

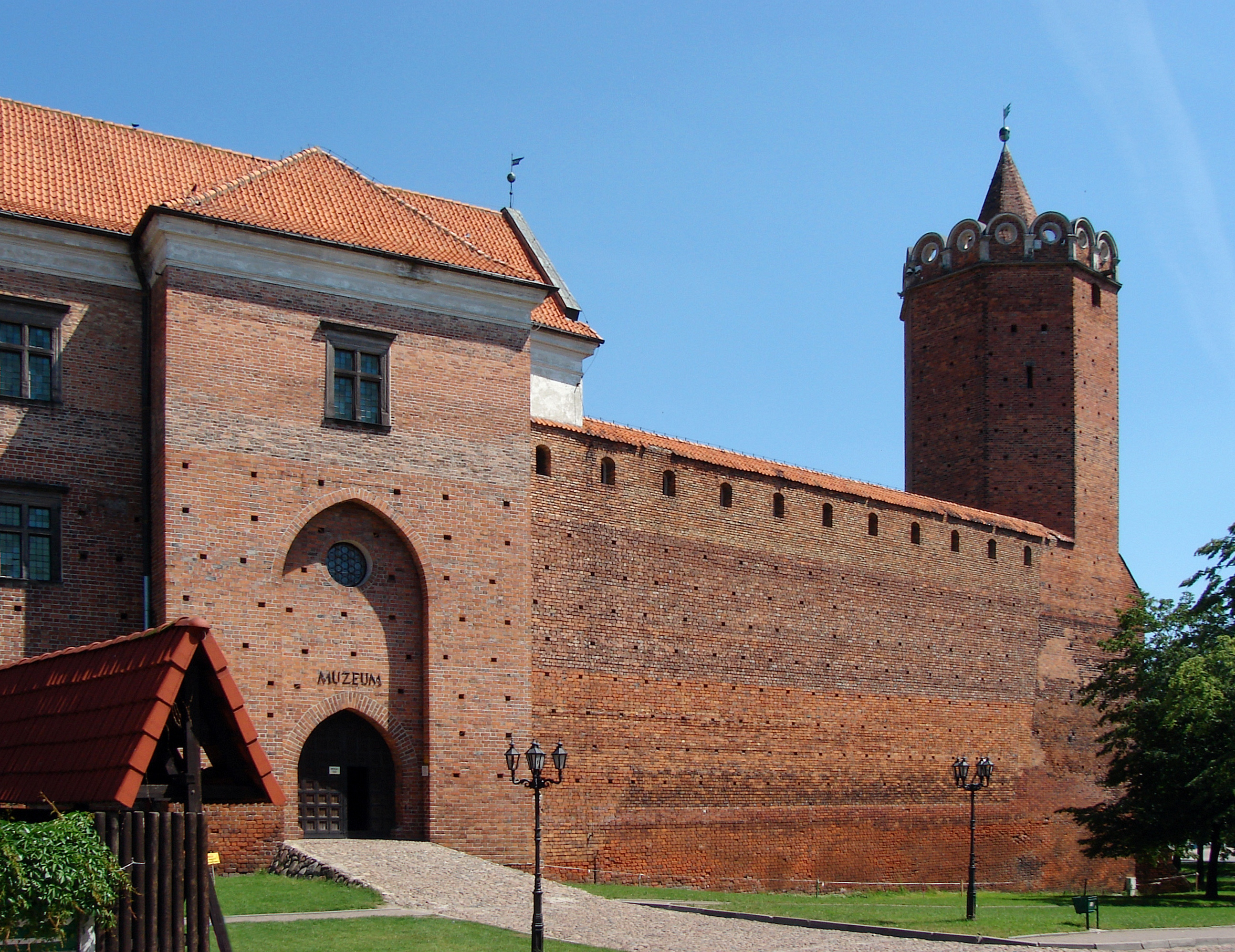
Kasteel in Łęczyca

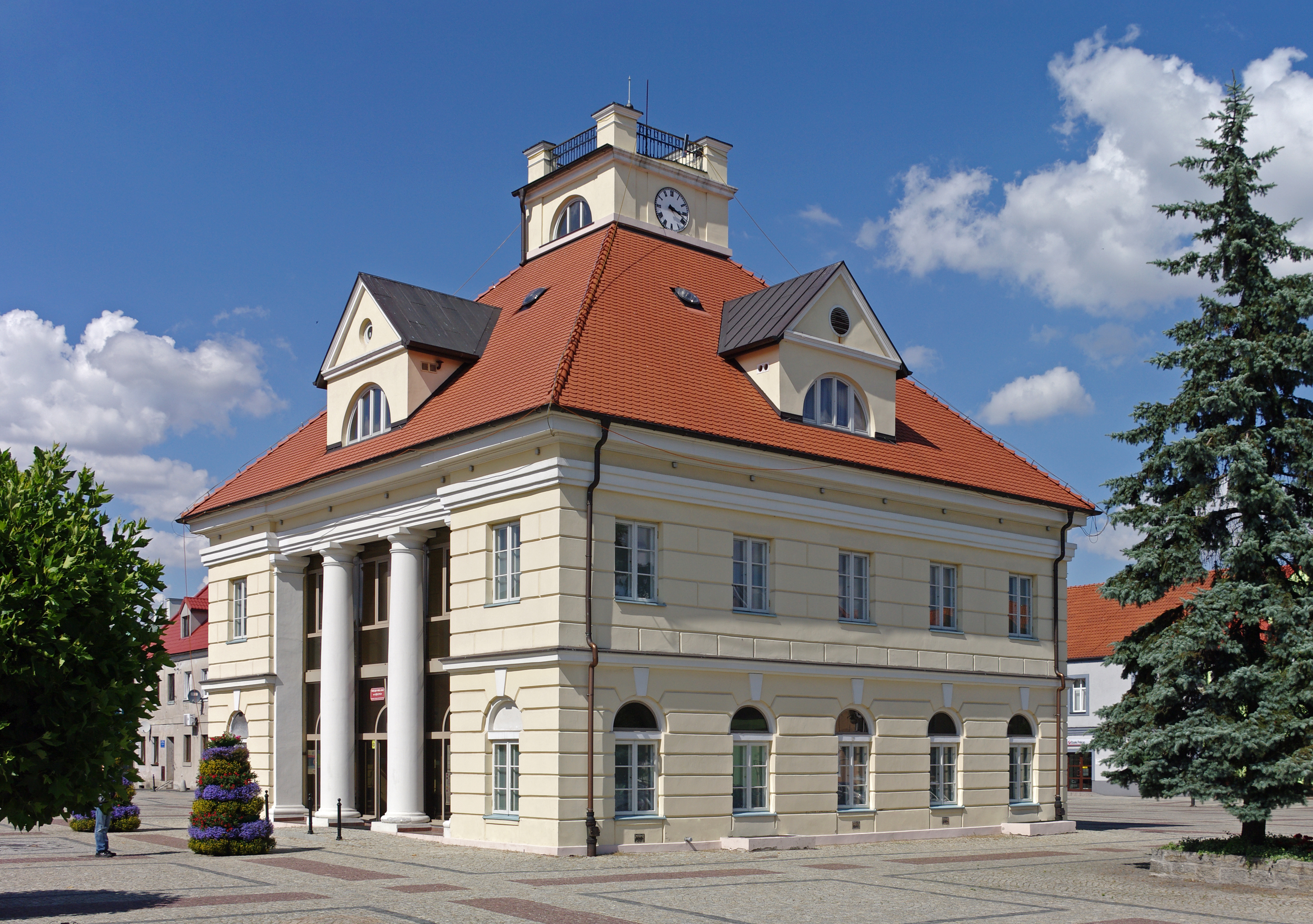
Gemeentehuis van Łęczyca

- Volodymyr, Oekraïne